# Four Horsemen of the Supreme Court

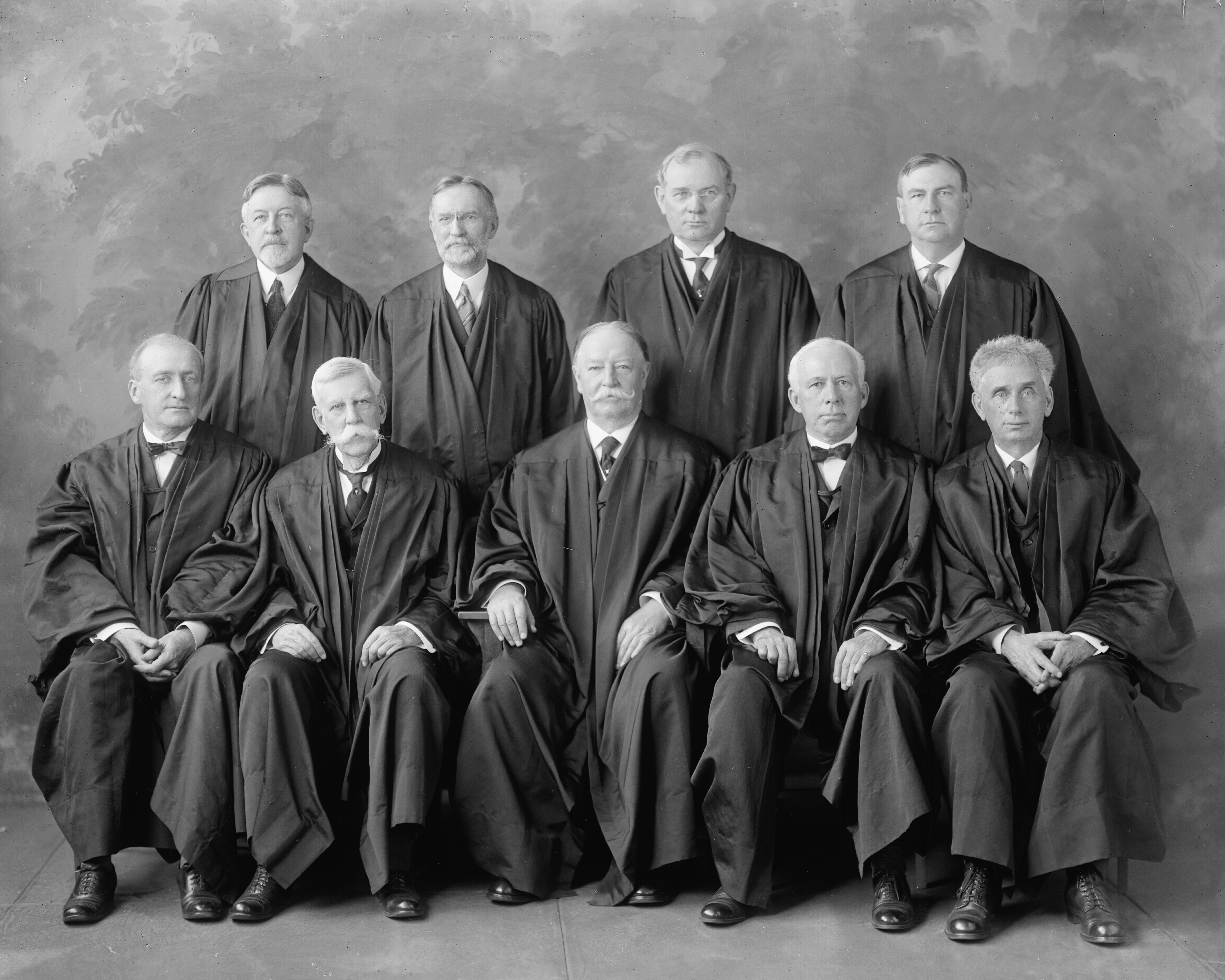
Die Richter des Obersten Gerichtshofs, 1925
J. McReynolds (vorn, 1. v. l.)
W. V. Devanter (vorn, 2. v. r.)
G. Sutherland (hinten, 2. v. l.)
P. Butler (hinten, 2. v. r.)

Als Four Horsemen of the Supreme Court oder Four Horsemen of Reaction wurden, in Anlehnung an die vier Reiter der Apokalypse, in der zeitgenössischen amerikanischen Presse die vier Richter Pierce Butler, James C. McReynolds, George Sutherland und Willis Van Devanter bezeichnet, die ab 1922 zusammen am Obersten Gerichtshof der Vereinigten Staaten amtierten. Kennzeichnend für ihr gemeinsames Wirken war eine ausgeprägt konservative politische Haltung sowie ab dem Beginn der 1930er Jahre ihre erbitterte Ablehnung der Wirtschafts- und Sozialreformen der Regierung von US-Präsident Franklin D. Roosevelt während der Ära des New Deal. Mit wechselnder Unterstützung durch zwei weitere Richter gelang es ihnen, wichtige Gesetzesvorhaben von Roosevelt als nicht verfassungsgemäß außer Kraft zu setzen. Die Ära der Four Horsemen endete 1937 mit dem Rückzug von Willis Van Devanter und George Sutherland vom Gerichtshof sowie der Ernennung von progressiv eingestellten Nachfolgern durch Roosevelt.

## Persönlichkeiten
Bei den als Four Horsemen bezeichneten Richtern handelte es sich um den 1910 von William Howard Taft nominierten Willis Van Devanter, den 1914 auf Vorschlag von Woodrow Wilson ernannten James C. McReynolds sowie Pierce Butler und George Sutherland, die beide 1922 während der Präsidentschaft von Warren G. Harding ins Amt gelangt waren. Alle vier waren ausgesprochen konservativ eingestellt und lehnten konsequent die Wirtschafts- und Sozialreformen ab, die von der Roosevelt-Regierung während der Ära des New Deal als Reaktion auf die seit 1929 anhaltende und als Great Depression bezeichnete schwere Wirtschaftskrise beschlossen wurden. Während McReynolds dem konservativen Flügel der Demokratischen Partei angehörte, waren Van Devanter, Butler und Sutherland konservative Republikaner. Als intellektueller Anführer der Gruppe galt George Sutherland.

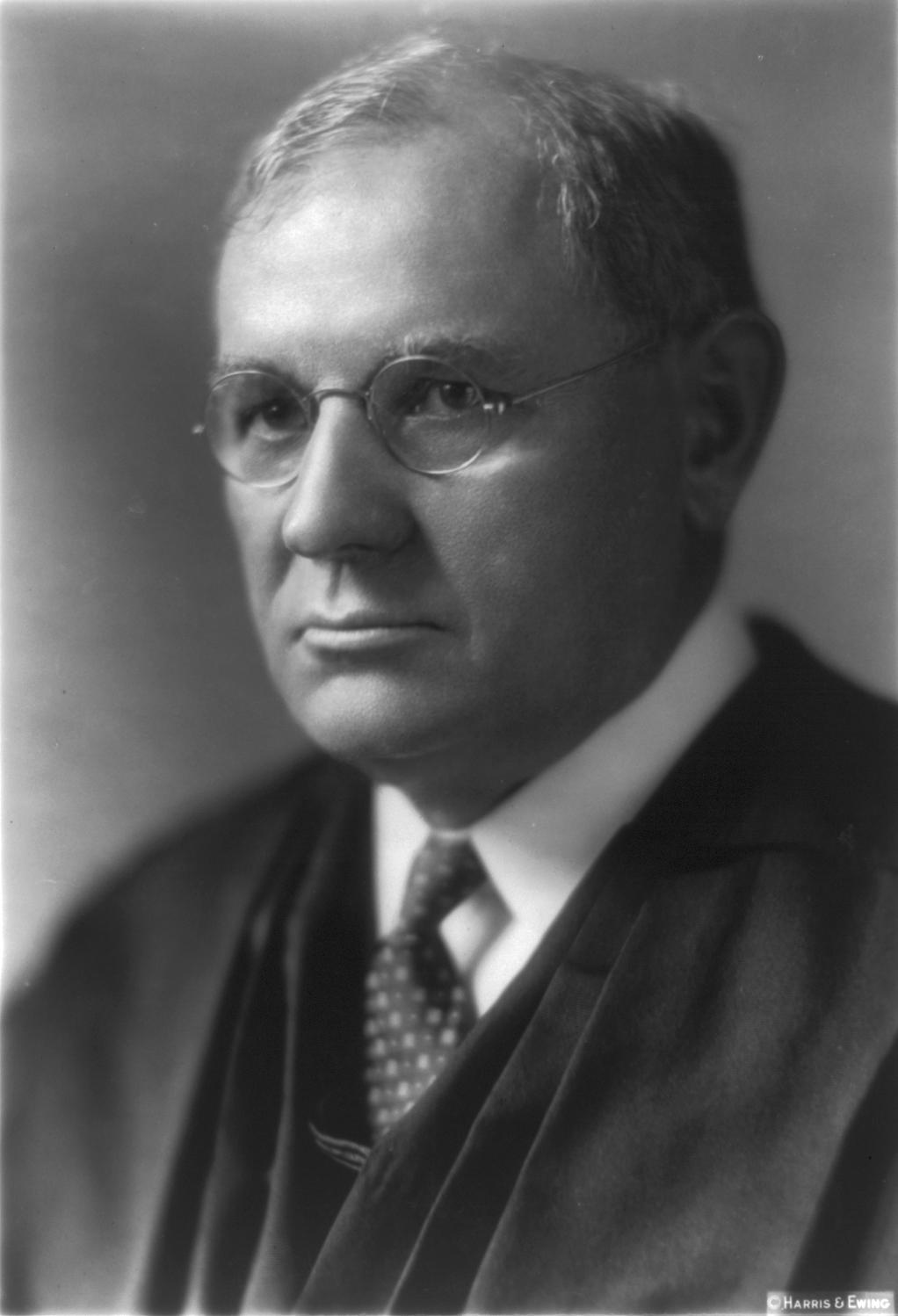
Pierce Butler (1866–1939) Im Amt 1922–1939
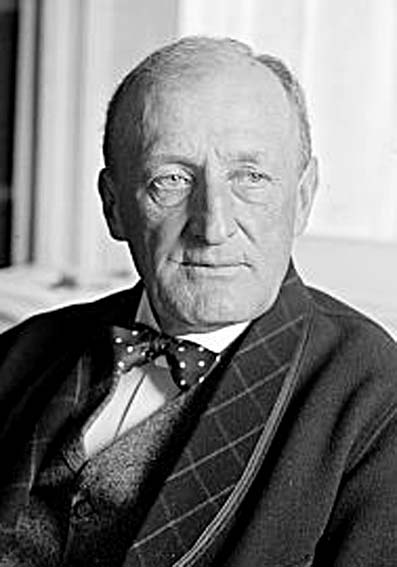
James C. McReynolds (1862–1946) Im Amt 1914–1941
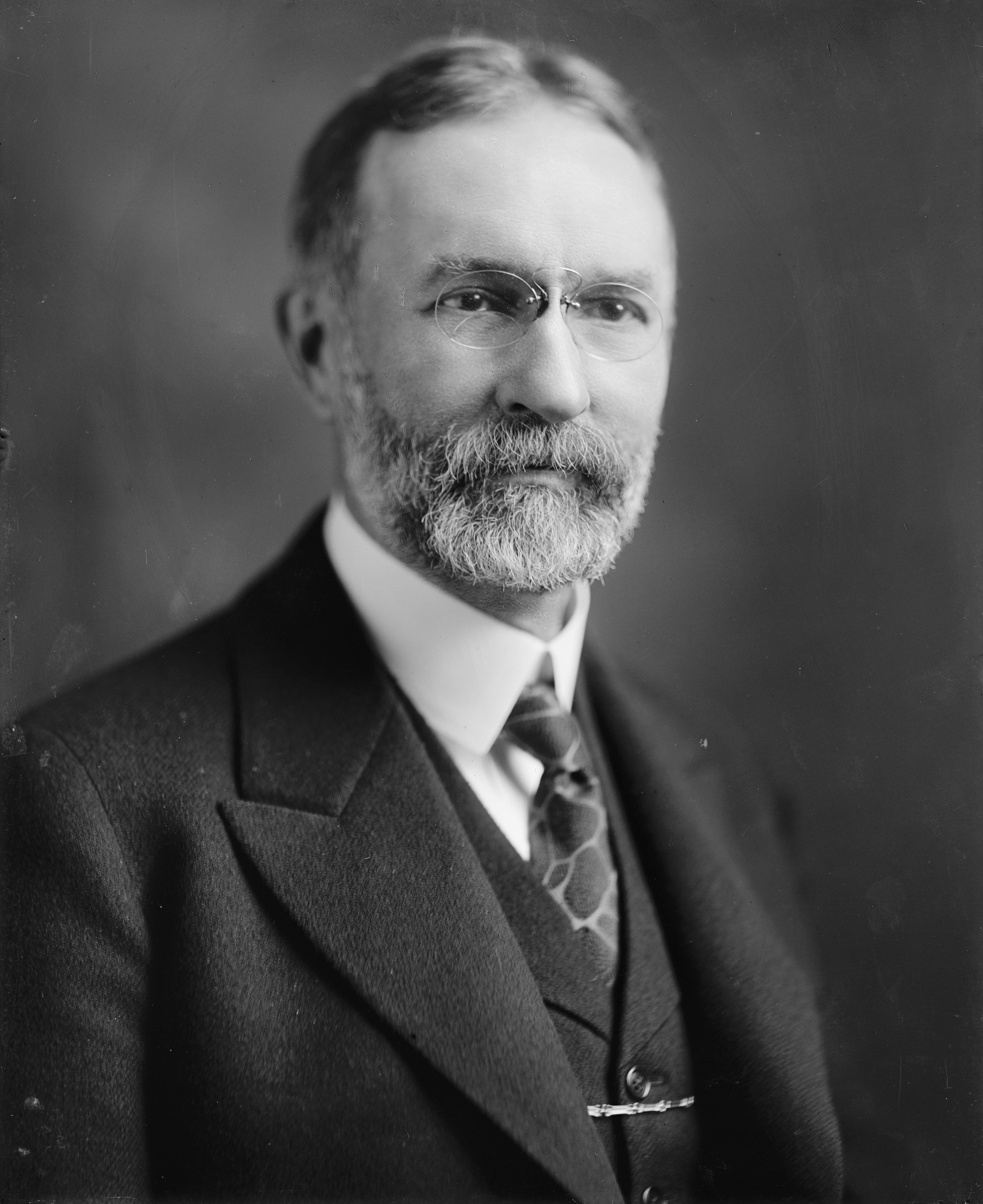
George Sutherland (1862–1942) Im Amt 1922–1938
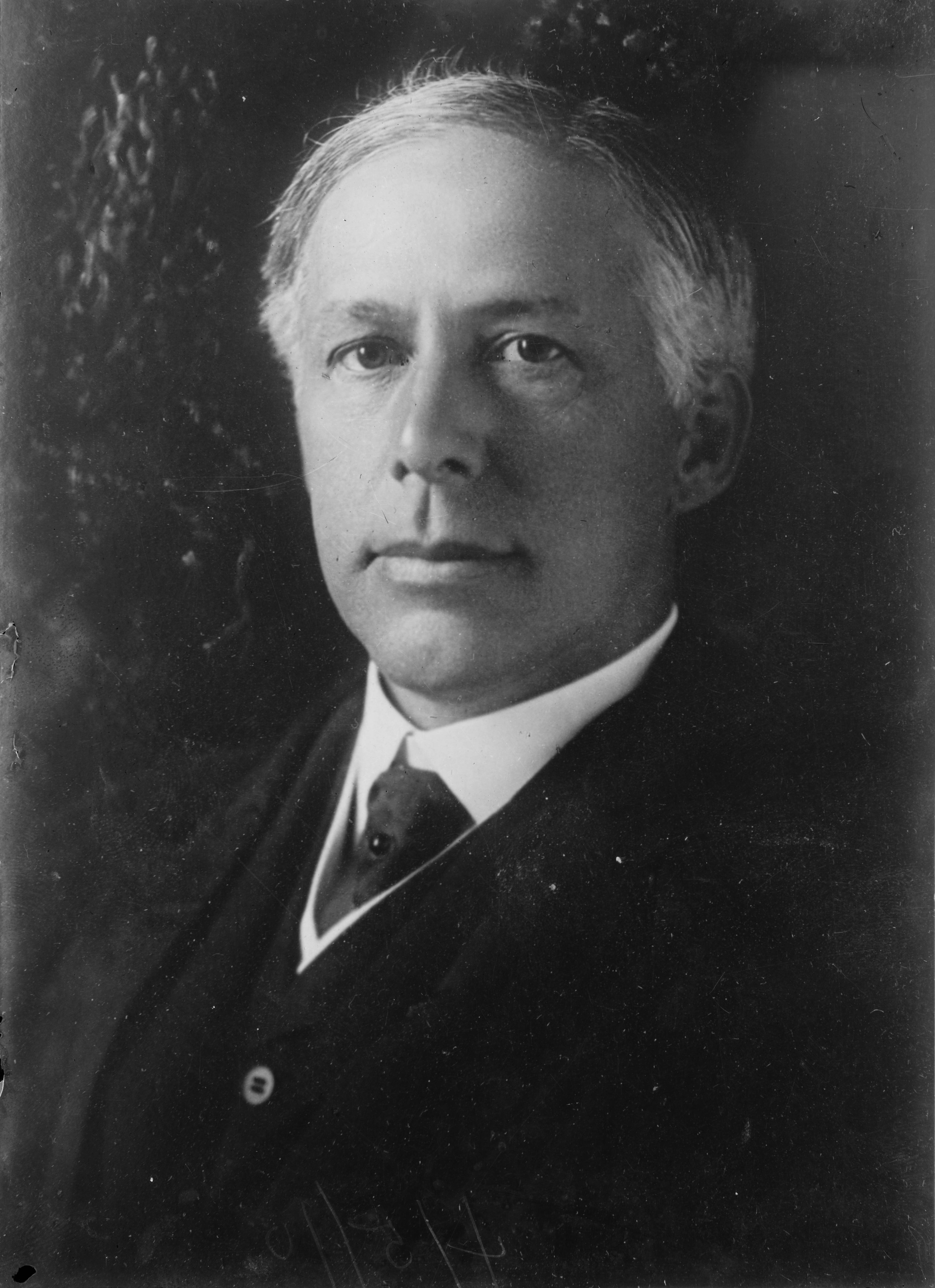
Willis Van Devanter (1859–1941) Im Amt 1910–1937

## Wirken

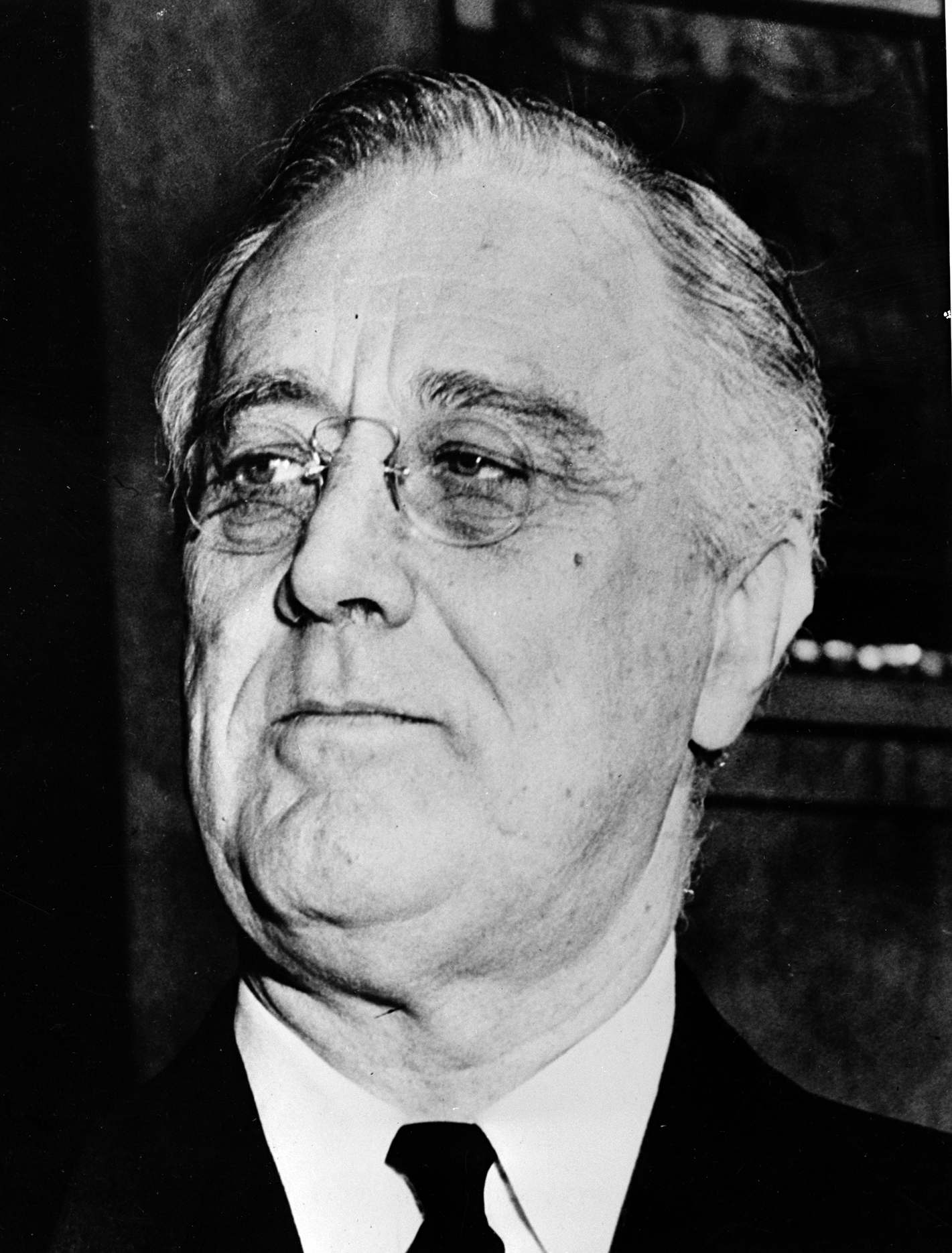
Franklin D. Roosevelt, dessen New-Deal-Gesetzgebung die Four Horsemen ablehnten

Die Four Horsemen standen in ihrer Ablehnung der New-Deal-Gesetzgebung von Präsident Franklin D. Roosevelt den drei liberalen Richtern Louis Brandeis, Benjamin N. Cardozo und Harlan Fiske Stone gegenüber. In dieser Konstellation war somit für die Entscheidungen des aus neun Richtern bestehenden Gerichtshofs das Stimmverhalten der zwei Richter ausschlaggebend, die keinem der beiden Blöcke zugerechnet wurden. Von diesen beiden stimmte der Vorsitzende Richter Charles Evans Hughes meist mit den drei liberalen Richtern, während Owen Roberts oft zu den vier konservativen Richtern tendierte. Durch die Unterstützung von Roberts beziehungsweise in einigen Fällen von Hughes gelang es den Four Horsemen, wichtige Gesetze des New Deal wie den Agricultural Adjustment Act, den Federal Farm Bankruptcy Act, den Railroad Act, den Coal Mining Act und den National Industrial Recovery Act als nicht verfassungsgemäß zu verwerfen.
Den durch das Wirken der Four Horsemen entstandenen Konflikt zwischen der Judikative auf der einen sowie der Legislative und der Exekutive auf der anderen Seite versuchte Roosevelt durch einen als Judiciary Reorganization Bill of 1937 bezeichneten Gesetzesvorschlag zu seinen Gunsten zu lösen. Dieses Gesetz hätte ihm die Möglichkeit gegeben, für jeden amtierenden Richter, der nicht spätestens sechs Monate nach Erreichen des 70. Lebensjahres zurücktrat, einen zusätzlichen Richter zu ernennen. Aufgrund des Alters der vier konservativen Richter hätte er auf diese Weise in kurzer Zeit die Kräfteverteilung des Gerichtshofs zu seinen Gunsten ändern können. Das Gesetz kam jedoch nicht zustande, nachdem der US-Senat den Entwurf an den Justizausschuss zurücküberwies. Darüber hinaus vollzog Roberts nach der Vorstellung der Gesetzesinitiative mit seinem Stimmverhalten in der Entscheidung West Coast Hotel Co. v. Parrish einen Kurswechsel zugunsten der New-Deal-Gesetzgebung.
Die Ära der Four Horsemen endete 1937 durch den Rückzug von Willis Van Devanter vom Gerichtshof und die Ernennung von Hugo Black zu dessen Nachfolger. Sutherland verließ ein Jahr später ebenfalls das Gericht, ihm folgte mit Stanley Forman Reed ein Befürworter des New Deal. Butler starb 1939 im Amt, McReynolds trat 1941 aus gesundheitlichen Gründen zurück. Im gleichen Jahr wurde mit Harlan Fiske Stone einer der liberalen Richter von Roosevelt zum Nachfolger von Hughes im Amt des Vorsitzenden Richters ernannt.

## Historische Bewertung
In einer unter dem Titel „Rating Supreme Court Justices“ veröffentlichten Umfrage unter Hochschullehrern für Rechts- beziehungsweise Politikwissenschaften sowie Geschichte, welche die Juraprofessoren Albert P. Blaustein von der Rutgers University und Roy M. Mersky von der University of Texas im Jahr 1970 durchführten, wurden die Leistungen von George Sutherland mit der zweitbesten („Near great“) von fünf Kategorien bewertet, während Pierce Butler, James McReynolds und Willis Van Devanter zu den acht Richtern zählten, deren Wirken in die niedrigste Kategorie („Failure“) eingestuft wurde. Demgegenüber erhielten Louis Brandeis, Benjamin Cardozo und Harlan Fiske Stone ebenso wie Charles Evans Hughes die höchste Bewertung („Great“) sowie Owen Roberts die dritthöchste („Average“).
Bernard Schwartz, Professor an der New York University, zählte in seinem 1997 erschienenen Buch „A Book of Legal Lists: The Best and Worst of American Law“ Louis Brandeis und Charles Evans Hughes zu den zehn besten Richtern in der Geschichte des Gerichts, während er James McReynolds und Pierce Butler unter den zehn schlechtesten einordnete. In einer 1998 unter dem Titel „Has the modern Senate Confirmation Process affected the Quality of U.S. Supreme Court Justices?“ von Michael Comiskey, Professor für Politologie an der Pennsylvania State University, veröffentlichten Untersuchung auf der Basis einer Umfrage unter 61 Verfassungsrechtlern zählten sowohl die drei liberalen Richter Louis Brandeis, Benjamin Cardozo und Harlan Fiske Stone als auch Charles Evans Hughes zu den elf Richtern, die mit dem höchsten von fünf möglichen Prädikaten („excellent“) bewertet wurden.